# Ch’ŏnch’uk sa
Ch'ŏnch'uk sa (천축사 Klasztor Indyjski) – koreański klasztor buddyjski.

## Historia klasztoru
Klasztor został wybudowany w 673 roku na górze Tobong (도봉) (przy szczycie Manjang) przez jednego z uczniów Ŭisanga. Niektórzy jednak przypuszczają, że klasztor wybudował sam Ŭisang. Początkowo była to raczej pustelnia i nosiła nazwę Okch'ŏn am. Jest to najstarszy klasztor góry Tobong. Góra ta jest częścią Narodowego Parku góry Bukhan.
W 1397 roku indyjski mnich Chigong odwiedził klasztor i wspomniał mistrzowi sŏn Naongowi Hyegunowi (1320–1376), że to miejsce przypomina mu górę Yongch'uk w Indiach. Dlatego zmieniono nazwę klasztoru na Ch'ŏnch'uk (Klasztor Indyjski).
Klasztor był wielokrotnie przebudowywany: w XV, XVI i XIX wieku. Obecny układ klasztoru pochodzi z 2005 roku.
Ch'ŏnch'uk sa słynie z sześcioletniego w treningu mumunkwan, w czasie którego zachowywana jest absolutna cisza. W 1964 roku mistrzem medytacji sŏn (i programu mumunkwan) w tym klasztorze został mistrz sŏn Sŏong Sangsun (1912–2003).

## Adres klasztoru
- 552 Dobong 1(il)-dong, Dobong-gu, Seul, Korea Południowa